# Христофор (Кондогиоргис)
Митрополи́т Христофо́р Кондогео́ргиос (англ. Metropolitan Christopher Contogeorge, греч. Μητροπολίτης Χριστόφορος Κοντογεώργιος; 1894, Смирна, Османская империя — 30 августа 1950, США) — епископ Александрийской православной церкви, митрополит Пентапольский. Экзарх Александрийского Патриарха в Америке.

## Биография
Родился в 1894 году в Смирне в греческой семье. Обучался в духовных школах в Афинах.
В 1918 году был рукоположен во священника. Служил приходским священником в Греческой армии во время Первой мировой войны.
В 1926 году прибыл в США, где служил в юрисдикции Американской архиепископии Константинопольского патриархата. Служил в храме святого Николая на улице Cedar в Филадельфии, штат Пенсильвания.
10 февраля 1934 года в Церкви святых Константина и Елены в Бронксе архимандрит Христофор был рукоположён во епископа Филадельфийского. Хиротонию совершили: епископ Лос-Анджелесский Софроний (Бешара) (неканоническая Американская православная церковь) и епископ Бостонский Феофан (Ноли) (Албанская православная церковь).
Самовольно объявил себя экзархом Александрийского Патриарха в Америке. Признал законность обновленческой церкви. Совершал службы в обновленческом Никольском кафедральном соборе в Нью-Йорке на греческом языке.
25 августа 1934 года в храме Святого Иоанна Крестителя в Нью-Йорке епископ Христофор и митрополит Феофан (Ноли) рукоположили во епископа Арсения (Салтаса).
3 ноября 1935 года епископ Христофор совместно с епископом Аманским и Иорданским Амвросием рукоположил обновленческого священника Николая Кедрова (Кедровского) в сан епископа Северо-Американского Алеутского, который был назначен на эту должность обновленческим Синодом в СССР.
После смерти в мае 1944 года архиепископа Северо-Американского Николая Кедрова взял на себя окормление обновленческой общины. Обновленческим руководством в качестве преемника архиепископа Николая рассматривался священник Иоанн Кедров, брат умершего, но хиротония не состоялась из-за отсутствия второго архиерея. Более года Иоанн Кедров вместе со своей матерью бесконтрольно распоряжался имуществом собора, а затем передал собор митрополиту Вениамину (Федченкову). В качестве компенсации многочисленной семье Кедровских от имени патриарха Алексия I было обещано всё необходимое.
В первой половине 1940-х годов «архиепископ» Христофор (Контогеоргиос) начал процесс урегулирования канонического статуса «Экзархата Александрийского Патриархата в Америке». 1 марта 1945 года покаялся и был принят в юрисдикцию Константинопольского Патриархата. При этом наложенные на него в 1933 году прещения отменялись и аннулировались.
В том же 1945 году архиепископ Христофор получил указ обновленческого первоиерарха Александра Введенского и стал представителем обновленческой церкви в Северной Америке. В 1946 году подал исковое заявление в суд против митрополита Вениамин (Федченкова), требуя признания независимым православным епископом Америки, ссылаясь на епископа Евфимия (Офейша) и назначение обновленческого первоиерарха.
В 1947 году он был признан в качестве Экзарха (то есть представителя) Александрийского Патриарха в Америке и получил титул митрополита Пентапольского.
В 1949 году в сослужении архиепископа Арсения (Салтаса) благословения и согласия митрополита Феофана Ноли рукоположил во епископа Константина (Ярошевича). 27 августа того же года в Нью-Йорке в сослужении епископа Мстислава (Скрыпника) хиротонисал во епископы, Иоанна Теодоровича, который был рукоположён в 1921 году в УАПЦ и не имел апостольского преемства. В результате подобных самочинных хиротоний многие современные раскольнические религиозные организации возводят к митрополиту Христофору линию своего преемства.
Скончался 30 августа 1950 года. Отпевание состоялось 5 сентября того же года в Бронксе.